# Butastur indicus
Il butastore facciagrigia (Butastur indicus (J.F.Gmelin, 1788)), noto anche come poiana facciagrigia, è un uccello rapace della famiglia degli Accipitridi.

## Descrizione
È un rapace di media taglia, lungo 41–48 cm e con una apertura alare di 101–110 cm.

## Biologia
Le sue prede sono principalmente rane, serpenti, lucertole, piccoli roditori, insetti e talora anche piccoli uccelli.

## Distribuzione e habitat
La specie ha un areale abbastanza esteso che comprende Brunei, Cambogia, Cina, Corea del Nord, Corea del Sud, Filippine, Giappone, Hong Kong, Indonesia, Laos, Malaysia, Myanmar,  l'estremo orientale della Russia, Singapore, Taiwan, Thailandia, Timor-Est e Viet Nam.